# Ernst Christian Pfannschmidt
Ernst Christian Pfannschmidt, né le 11 mars 1868 à Berlin et mort le 28 septembre 1949 à Bad Lobenstein, est un peintre et illustrateur allemand.

## Biographie
Ernst Christian Pfannschmidt naît le 11 mars 1868 à Berlin,.
Il est le fils de Carl Gottfried Pfannschmidt. Il se forme à l'académie des beaux-arts de Berlin et auprès d'Eduard Gebhardt à l'académie des beaux-arts de Düsseldorf.
Ernst Christian Pfannschmidt meurt le 28 septembre 1949 à Lobenstein.